# Tessellation

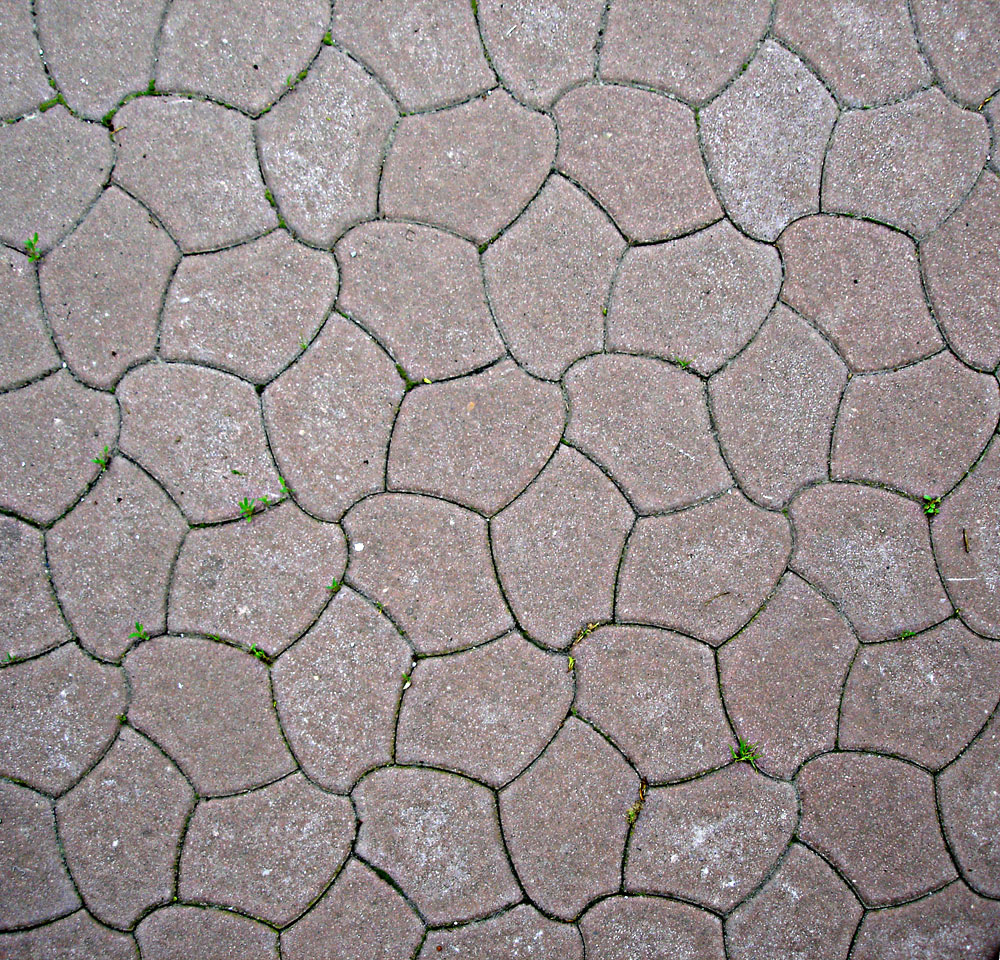
En tesselerad trottoar i Zakopane i Polen.

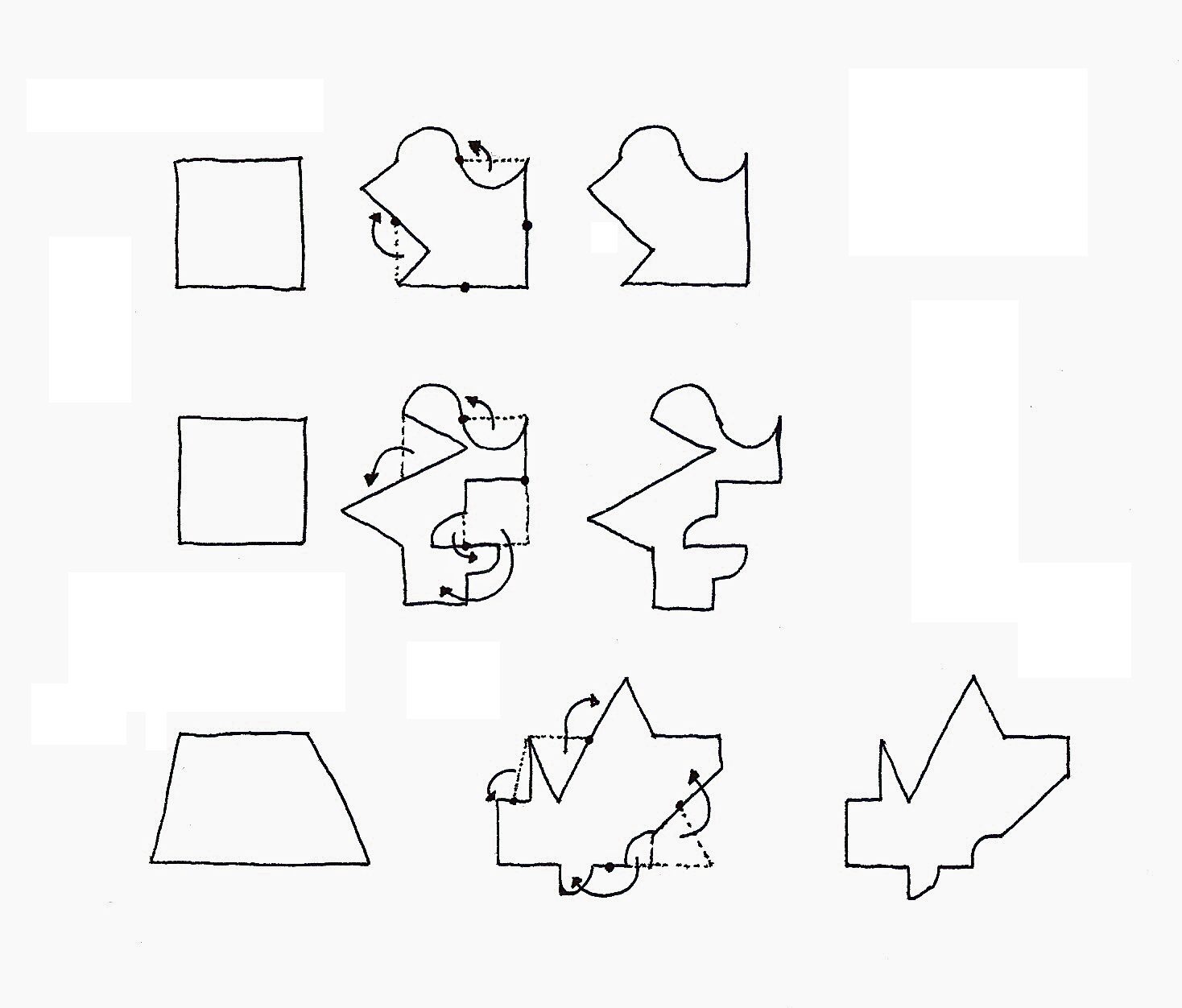
Genom att utgå från en kvadrat eller valfri fyrhörning kan man skapa ett grundmönster med lika stor area som kvadraten eller fyrhörningen, som utgör grundstenen i tessellationen.

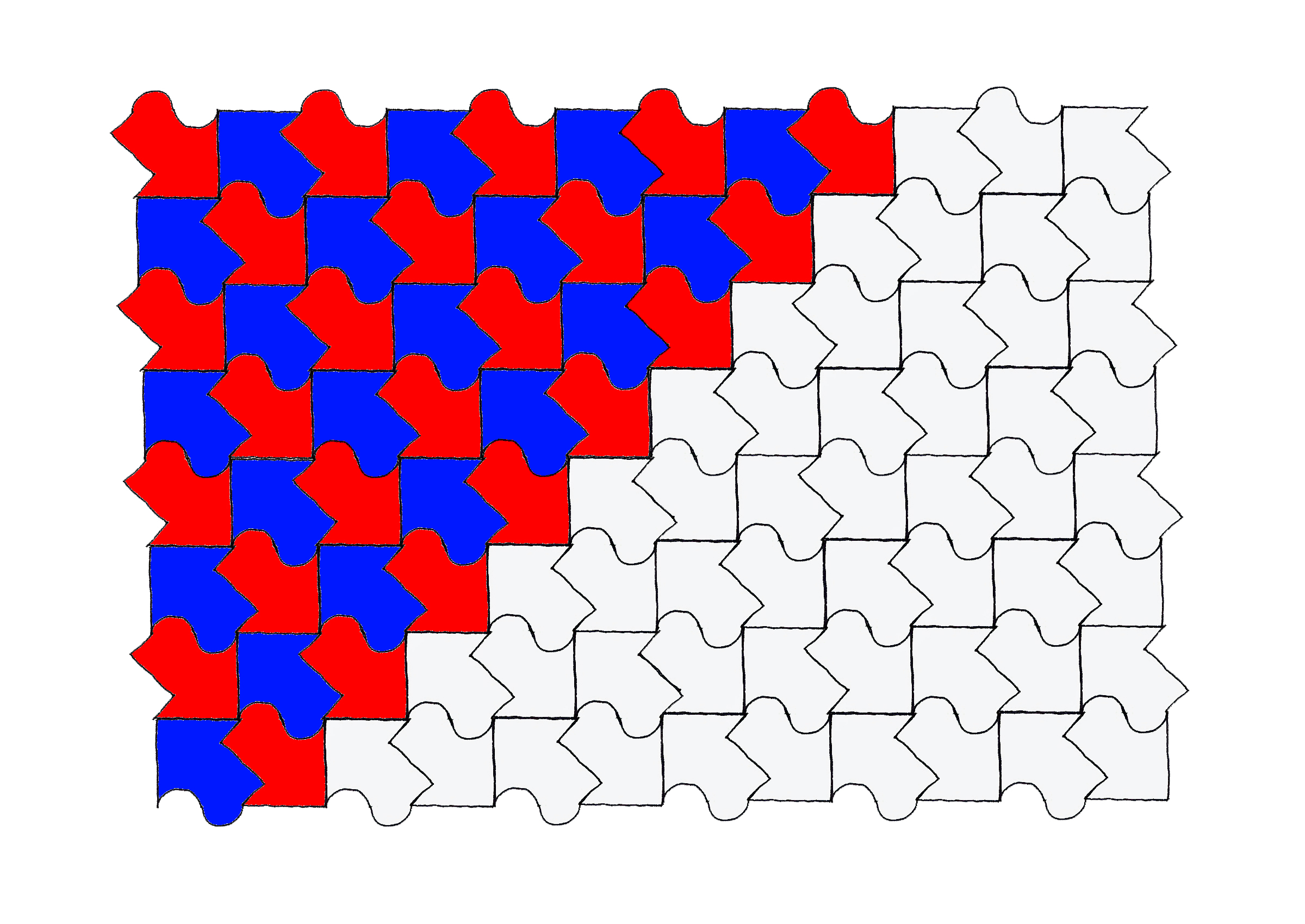
Grundstenen av detta mönster utgår från en kvadrat, varur en cirkel och en triangel skurits ut och vridits kring mittpunkten på sidan hos kvadraten, så att en urgröpning och utbuktning bildats i mönstret. Denna figur har sedan färglagts.

Tessellation (av latin: tessella, "(kvadratisk) mosaikbit") är en utfyllnad av ett plan med geometriska figurer i ett mönster utan överlappningar eller mellanrum. Tessellation kan generaliseras till flera dimensioner.

## Historisk och naturlig betraktelse
Tessellationen är en gammal konstform och människan började tidigt i historien att lägga ut plattor i sinnrika mönster för att klä golv, väggar, tak och hela byggnader med olika material. Det utmärkande med denna typ av plattläggning är att mönstren oftast upprepar sig, är periodiska. Mönstren som uppstår när människor i alla kulturer och under alla tider experimenterat med att lägga ut plattor kan oftast beskrivas med matematiska formler. Den arabiska kulturen är mycket rik på denna konstart. Det finns massvis med grundläggande enheter som kan användas för att bygga upp en större enhet; kvadrater, romber, rektanglar, parallellogram, trianglar, ränder, cirklar och stjärnor. Människan har använt och använder massvis med olika material för plattläggningen; några exempel är sten, glas, trä, plast, lera, keramik och metall. För att få ut så mycket som möjligt av ett material så är det mest ekonomiska att ha former som fyller ut materialet utan mellanrum. Inuti bikupor är de olika vaxkakorna uppdelade i sexkantiga former, detta beror på att det är en av formerna som ger största möjliga volym med minsta möjliga byggnadsmaterial. De sexkantiga vaxkakorna fyller ut boet utan mellanrum. Även spindelnät och sköldpaddans skal består av mer eller mindre geometriska mönster.
Konstnären M.C. Escher har använt sig bland annat av tessellering i sin konst.

## Matematiken bakom tessellation
Symmetrin i mönstren som uppstår av bland annat plattläggning beskrivs av att plattorna har vridits, förflyttats och/eller speglats. Inom gruppteorin är dessa matematiska operationer vanliga. Endast den liksidiga triangeln, kvadraten och sexhörningen av de regelbundna månghörningarna kan läggas ut i ett helt och hållet regelbundet mönster som täcker en yta utan att lämna mellanrum. Läggs istället regelbundna åttahörningar ut bredvid varandra kommer ett kvadratiskt mellanrum att lämnas, mönstret blir halvregelbundet.
Regelbundna femhörningar ger glapp om de läggs ut bredvid varandra och regelbundna polygoner med fler än sex hörn kommer att täcka varandra när de läggs ut bredvid varandra. Genom att kombinera olika typer av polygoner ges täckande mönster som kallas för halvregelbundna, dessa finns det gott om. 
För att skapa olika tessellationer av en yta kan till en början ett mönster av till exempel parallellogram läggas ut. Låt hörnen i parallellogrammen utgöras av punkter, dessa punkter skapar ett punktgitter. Genom att nu skapa nya figurer mellan punkterna ges nya grundfigurer med samma area som den ursprungliga parallellogrammen. Det behöver inte vara raka linjer mellan punkterna utan det viktiga är att linjerna som dras mellan punkterna är parvis kongruenta. På detta vis kan kurvbågar dras mellan punkterna så att man får en grundfigur likt en tegelsten som exempel. Dessa grundfigurer som nu skapats har egenskapen att om de vrids ett halvt varv så ser de likadana ut, detta gäller för hela planet också. Med hjälp av egenskapen att mönstret efter en vridning på 180 grader ser likadant ut kan man utgående från en godtycklig fyrhörning skapa mer komplexa figurer. Välj ut mittpunkten på varje sida i fyrhörningen och skapa valfria inskärningar i figuren. Vrid dessa inskärningar ett halvt varv med vridpunkten på mitten av varje sida i fyrhörning. Arean bibehålls på detta vis och en grundfigur har skapats som kan tesselleras. 